# 1834 Palach
1834 Palach eller 1969 QP är en asteroid i huvudbältet som upptäcktes den 22 augusti 1969 av den tjeckiske astronomen Luboš Kohoutek vid Bergedorf-observatoriet. Den har fått sitt namn efter Jan Palach.
Asteroiden har en diameter på ungefär 17 kilometer och den tillhör asteroidgruppen Eos.